# Карловка
Карловка (укр. Карлівка) — город в Полтавской области Украины. Входит в Полтавский район.
До 2020 года был административным центром упразднённого Карловского района, в котором вместе с посёлками Ивановка и Солёная Балка составлял Карловский городской совет.

## Географическое положение
Город Карловка находится на правом берегу реки Орчик, ниже по течению на расстоянии в 2,5 км расположен посёлок Солёная Балка, на противоположном берегу — село Поповка.
На территории города несколько больших прудов, из которых вытекает один из истоков реки Тагамлык. Река в этом месте извилистая, образует лиманы, старицы и заболоченные озёра.

## Население
По состоянию на 1 января 2025 года численность населения составляла 15 525 человек.
По данным переписи 2001 года украинцы составляли 94,45 % населения города, русские — 4,55 %.

### Языковой состав
Родной язык населения по данным переписи 2001 года:
| Язык       | Численность, чел. | Доля     |
| ---------- | ----------------- | -------- |
| Украинский | 17 073            | 95,65 %  |
| Русский    | 709               | 3,97 %   |
| Другое     | 67                | 0,38 %   |
| Итого      | 17 849            | 100,00 % |

Украинский язык является единственным официальным и основным языком города.

## История

### 1740-е — 1917
Поселение возникло в XVIII веке, вероятно, в 1740-е годы, когда императрица Анна Иоанновна пожаловала эти земли фельдмаршалу Миниху.
В 1741 году по решению Елизаветы I Миних был осужден, его имение было возвращено в казну и 30 апреля 1743 года пожаловано графу А. Г. Разумовскому. После его смерти в 1771 году Карловка стала собственностью его брата К. Г. Разумовского. Разумовские владели Карловкой до 1849 года, когда жена Льва Кирилловича Разумовского М. Г. Разумовская продала её великой княгине Елене Павловне, жене Михаила Павловича, сына императора Павла I.
После преобразования Малороссийской губернии, в 1802 году Карловка вошла в состав Константиноградского уезда Полтавской губернии.
В 1817 году вместо деревянной Успенской церкви на средства Разумовских построена каменная (в 1889 году в этой церкви венчался Панас Мирный с Ольгой Шейдман, отец которой в то время был управляющим Карловского имения, в 1930-х годах она была разрушена).
С целью способствовать отмене крепостного права, в октябре 1856 года великая княгиня Елена Павловна приняла решение освободить крестьян имения Карловка (в составе которого насчитывалось 12 сёл и посёлков с 7392 мужчинами и 7625 женщинами, проживавшими в них, и почти 10 тысячами гектаров земли).
В 1863 году имение Карловка стало волостным центром в Константиноградском уезде. С 1873 года и до октября 1917 года Карловка являлась собственностью великой княгини Екатерины Михайловны и её потомков герцогов Г. Г. и М. Г. Мекленбург-Стрелицких и принцессы Е. Г. Саксен-Альтенбургской.
В 1880е—1890е годы Карловка насчитывала 664 двора с 3,5 тыс. жителей, здесь действовали винокуренный завод, крахмальный завод, паровая мельница, шесть лавок, 3 училища, больница, аптека и православная церковь, дважды в неделю в селении проходили базары, 4 раза в год — ярмарки.
В марте—апреле 1902 года Карловка стала одним из центров крестьянских выступлений.
После начала революции 1905 года, в городе произошли стачки и демонстрации рабочих, в окрестностях города — выступления крестьян.

### 1918—1991
Советская власть в Карловке была установлена в январе 1918 года, 7 марта 1923 года из Карловской, Белуховской и Варваровской волостей Красноградского уезда был образован Карловский район с центром в местечке Карловка.
В 1925 году был создан Карловский район в составе Полтавского округа, в котором Карловка находилась до 1931 года. С 1931 по 1937 годы Карловка находилась в составе Харьковской области, а с 1937 года стала районным центром Полтавской области, 27 октября 1938 года — посёлком городского типа.
В ходе Великой Отечественной войны 1 сентября 1941 года Карловка была оккупирована наступавшими немецкими войсками, 20 сентября 1943 года освобождена в ходе наступления советских войск.
По состоянию на 1952 год, здесь действовали машиностроительный завод, сахарный завод, комбинат строительных деталей, маслозавод, две средние и три семилетние школы, ремесленное училище и Дом культуры.
В апреле 1957 года посёлку городского типа был присвоен статус города.
В 1971 году численность населения составляла 17,1 тыс. человек.
По состоянию на начало 1980 года, здесь действовали производственное объединение «Карловпищемаш» (в состав которого входили машиностроительный и механический заводы), сахарный завод, спиртовой завод, хлебный завод, мебельная фабрика, пищевкусовая фабрика, райсельхозтехника, элеватор, две межколхозные строительные организации, комбинат бытового обслуживания, пять общеобразовательных школ, музыкальная школа, спортивная школа, два ПТУ, две больницы и шесть иных лечебных учреждений, Дом культуры, два клуба, кинотеатр и шесть библиотек.
В январе 1989 года численность населения составляла 20 059 человек, в это время крупнейшими предприятиями являлись механический завод, сахарный завод и мебельная фабрика.

### После 1991
В мае 1995 года Кабинет министров Украины утвердил решение о приватизации находившихся в городе механического завода, АТП-15340, машиностроительного завода и райсельхозтехники, в июле 1995 года было утверждено решение о приватизации сахарного завода и строительно-монтажного участка.
В 1997 году два находившихся в городе ПТУ объединили в ПТУ № 50.

## Экономика

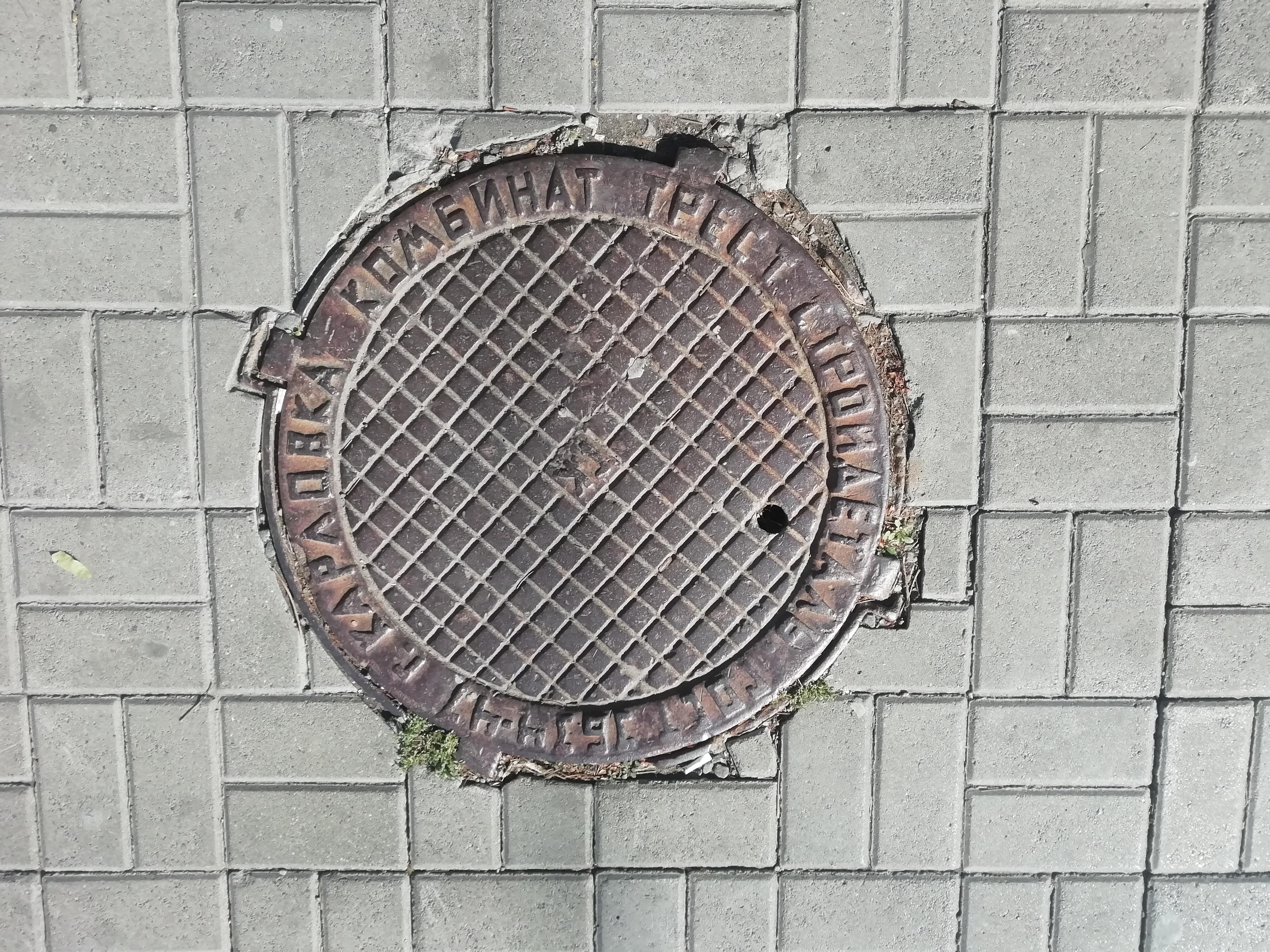
Продукция завода «Стройдеталь»

- Карловский машиностроительный завод.
- Карловское инкубаторно-птицеводческое предприятие, ООО.
- «Жовтень», ООО, производство сельскохозяйственной продукции.
- «Свитанок», издательство, КП.
- «Подолянка», Карловский завод продтоваров, ЗАО.
- Карловский хлебозавод, ОАО.
- Карловский элеватор.
- Карловский цех ОАО Полтаванефтепродукт.
- Нефтегазоразведывательная экспедиция.
- «Агропромышленная компания Докучаевские чернозёмы», ООО.
- ИПП «ЭЛМАШ», ООО.

## Транспорт

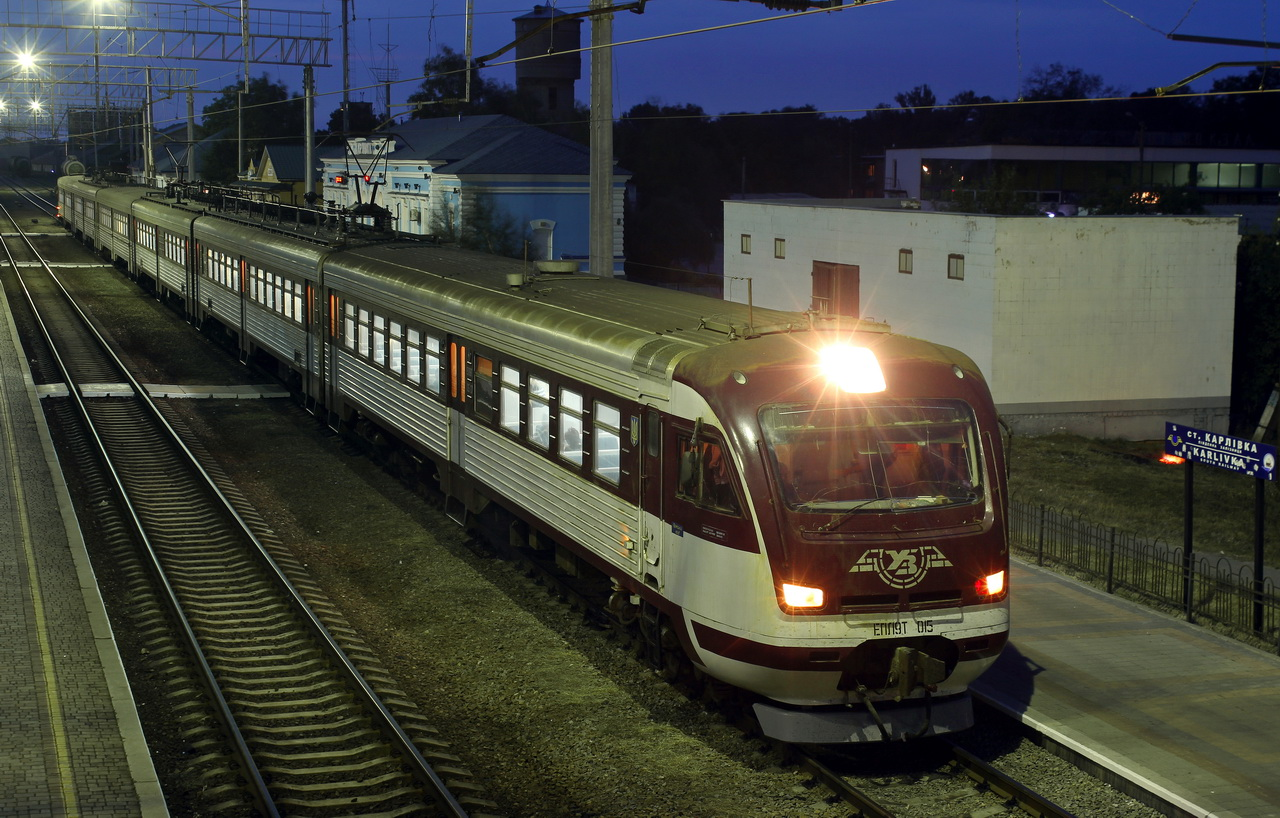
Железнодорожная станция

Через город проходят Южная железная дорога (станция Карловка на линии Полтава—Лозовая) и автомобильные дороги Т-1712, Т-1722 и Р-11 и Магистральная.

## Объекты социальной сферы

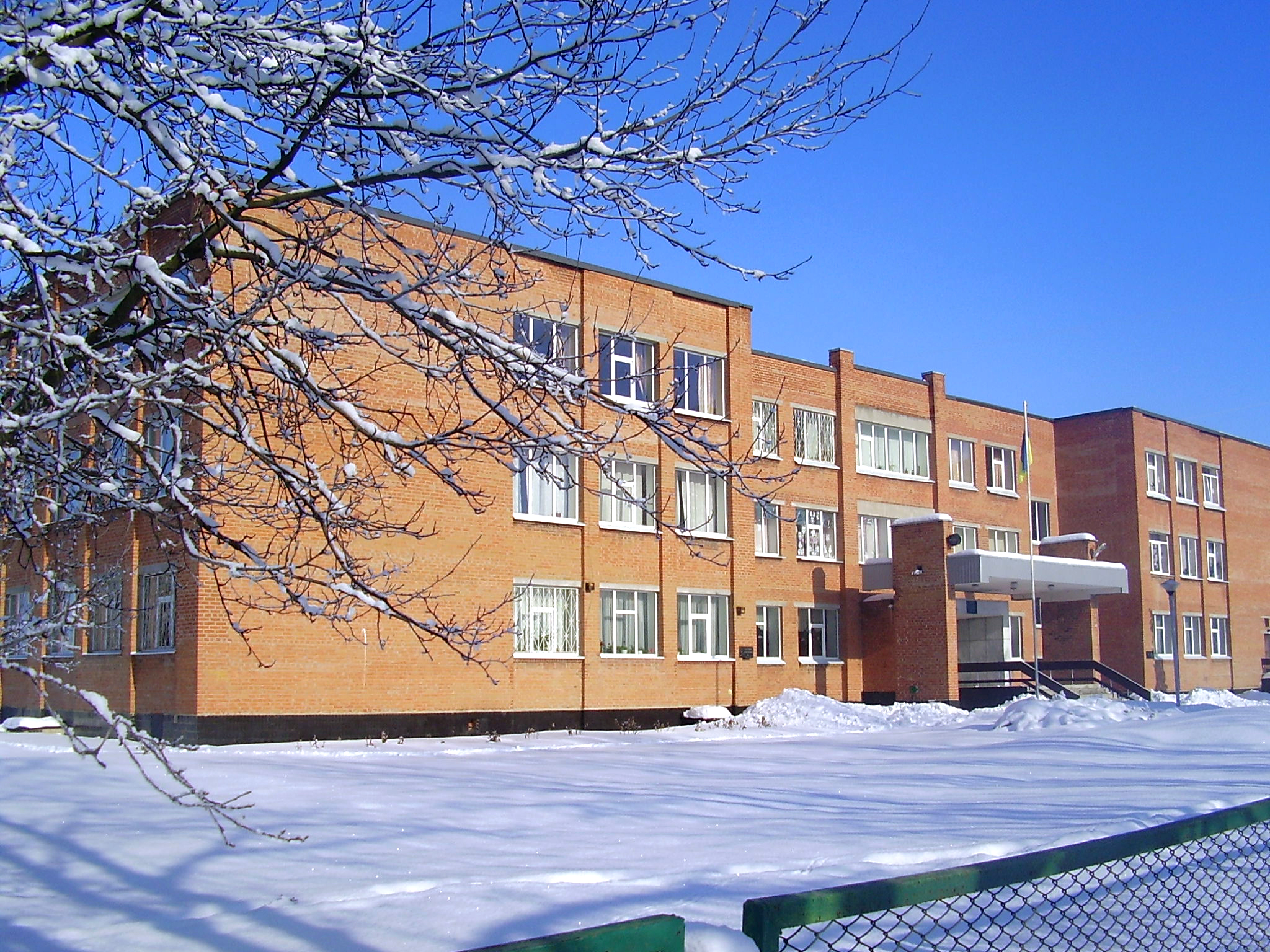
Карловская гимназия имени Нины Герасименко

- Карловская гимназия имени Нины Герасименко.
- Школа № 1.
- Школа № 3.
- Школа № 4.
- Дом детского и юношеского творчества.
- Школа искусств.
- Карловское профессионально-техническое училище.
- Центральная районная больница.
- Дом культуры.
- Музей.

## Спорт

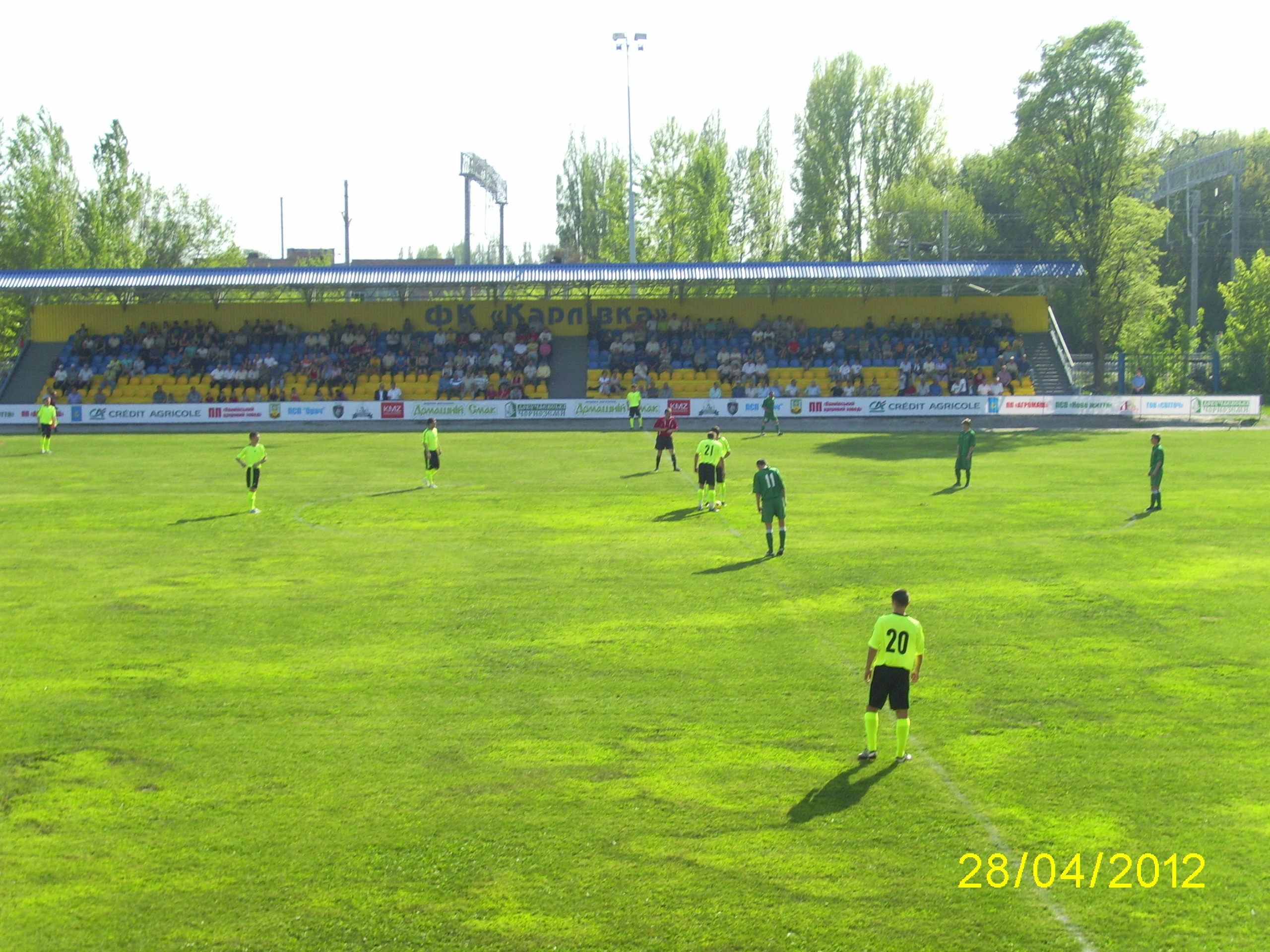
Городской стадион

Футбольный клуб «Карловка». Его команда несколько сезонов выступала на уровне любительских областных соревнований, после чего, в 2012 году, получила профессиональный статус и право выступать во Второй Лиге чемпионата Украины. В первом сезоне команда являлась фарм-клубом ФК «Полтава», после чего ещё один сезон провела в статусе самостоятельного клуба. В первенстве 2013 года главным бомбардиром сезона стал Владислав Березюк забивший 24 мяча, уроженец Карловки. Команда закончила сезон на 5 месте. В 2014 году команда снялась с соревнований и была расформирована.

## Известные уроженцы
- Громницкий, Григорий Михайлович (1929—1956) — Герой Советского Союза.
- Запорожченко, Михаил Иванович (1893—1970) — советский военный деятель, генерал-лейтенант (1945 год).
- Карпова, Ирина Иосифовна (род. 1981) — украинская спортсменка (пауэрлифтинг), Заслуженный мастер спорта Украины.
- Кричевский, Михаил Ефимович — советский горный инженер, один из последних ветеранов Первой мировой войны, умер в возрасте 111 лет.
- Лысенко, Трофим Денисович (1898—1976) — советский агроном, академик АН СССР, академик АН Украины, академик ВАСХНИЛ, Герой Социалистического Труда.
- Подгорный, Николай Викторович (1903—1983) — советский и украинский политический деятель, Председатель Президиума Верховного Совета СССР (1965—1977), член ЦК КПСС (1956—1981), член Президиума Политбюро ЦК КПСС (1960—1977), дважды Герой Социалистического Труда (1963 и 1973).